# Барбухатти, Кирилл Олегович
Кирилл Олегович Барбухатти (род. 23 января 1965, Ленинград) — профессор, доктор медицинских наук, главный кардиохирург Южного федерального округа и Краснодарского края, заведующий кафедрой кардиохирургии и кардиологии Кубанского государственного медицинского университета, лауреат премии имени В. И. Бураковского (2009).

## Биография
Родился и вырос в Ленинграде. В 1982—1988 гг. учился на лечебном факультете 1-го Ленинградского медицинского института имени академика И. П. Павлова.
С 1988 по 2002 г. работал хирургом в НИИ кардиологии имени В. А. Алмазова.
С 2002 года возглавляет кардиохирургическую службу Центра грудной хирургии в Краснодаре.
В 2005 году защитил докторскую диссертацию на тему «Реконструктивная хирургия корня аорты (хирургическая тактика и технологии)».

## Награды
- Премия им. В. И. Бураковского (2009) — за разработку и внедрение современных технологий в сердечно-сосудистую хирургию Краснодарского края
- Национальная премия «Призвание» (2010) в номинации «За проведение уникальной операции, спасшей жизнь человека» — за проведение операции по спасению пациента с множественными колото-резаными ранами[2].
- «Медаль «Герой труда Кубани»» (13.9.2013)[3].